# Richardshöhe
Richardshöhe ist eine Ortslage der ehemalig selbständigen Gemeinde Reumtengrün, der östlich des Ortes nahe der Grenze zu Auerbach im Vogtland liegt. Der Ortsname wird in Ortsregistern nur vereinzelt aufgeführt.

## Belege
1. ↑  United States Board on Geographic Names: United States Board on Geographic Names: Gazetteer. U.S. Army Topographic Command, Geographic Names Division., 1955 (google.com [abgerufen am 16. Februar 2023]).
2. ↑  Auerbach: Radfahrer und Fußgänger zwischen Reumtengrün und Richardshöhe jetzt sicherer unterwegs | Freie Presse - Auerbach. Abgerufen am 26. August 2023.